# Footprint Center
El Footprint Center es un recinto deportivo ubicado en Phoenix, Arizona, Estados Unidos. Alberga los partidos que disputan como locales los Phoenix Suns de la National Basketball Association (NBA) y las Phoenix Mercury de la Women's National Basketball Association (WNBA) y tiene una capacidad para 18.422 espectadores. 

## Historia
El pabellón fue inaugurado el 1 de junio de 1992, y desde entonces los Suns disputan en él sus partidos como locales.
Fue el estadio de los Phoenix Coyotes de la National Hockey League desde 1996 hasta 2003. Desde 2005 hasta 2009 fue el pabellón de otro equipo de hockey sobre hielo, los Phoenix Roadrunners de la ECHL. Actualmente juegan también en este centro los Phoenix Mercury de la WNBA (desde 1997) y los Arizona Rattlers de la Arena Football League (desde 1992).
El 2 de diciembre de 2014 se anunció que el hotel y casino Talking Stick Resort (en Scottsdale, Arizona) compró los derechos de patrocinio titular del pabellón, y lo renombró como Talking Stick Resort Arena.

### Nombre
- America West Arena (1992-2006)
- US Airways Center (2006-2015)
- Talking Stick Resort Arena (2015-2020)
- PHX Arena (2020)
- Phoenix Suns Arena (2020-2021)
- Footprint Center (2021-presente)

## Eventos
El pabellón ha sido utilizado también para el All-Star Game de la NBA de 1995 y 2009, el All-Star Game de la WNBA de 2000, y los partidos regionales del oeste del Campeonato de la División I de Baloncesto Masculino de la NCAA. Por su parte, Julio César Chávez se retiró del boxeo en 2005 en dicho centro. Óscar de la Hoya peleó en este pabellón en unos de sus primeros combates, así como Michael Carbajal.
La arena ha albergado también eventos de la WWE, como WWE Smackdown en 2000, 2002, 2008, 2011 y 2014, SummerSlam de 2003, WWE Judgment Day en 2006, WWE Raw en 2010 y 2012, y Royal Rumble en 2013.
Además de todos estos usos, en el US Airways Center se han producido numerosos conciertos de artistas como Shakira, Mariah Carey, Céline Dion, Maluma, Christina Aguilera, Britney Spears, Kylie Minogue, Green Day, Blink 182 o Selena Gomez.

## Galería

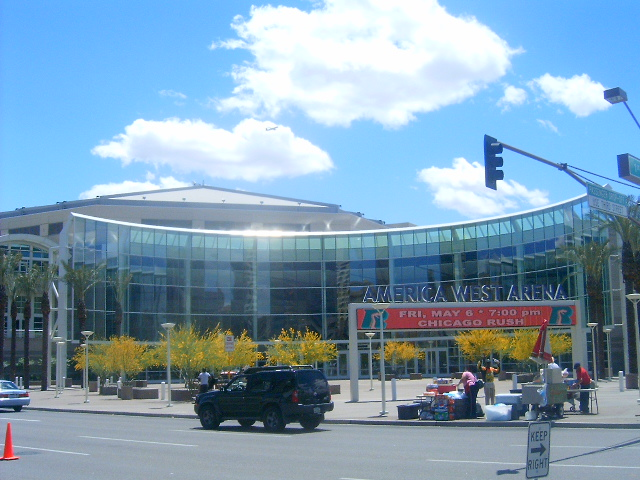
Vista del America West Arena en 2005.
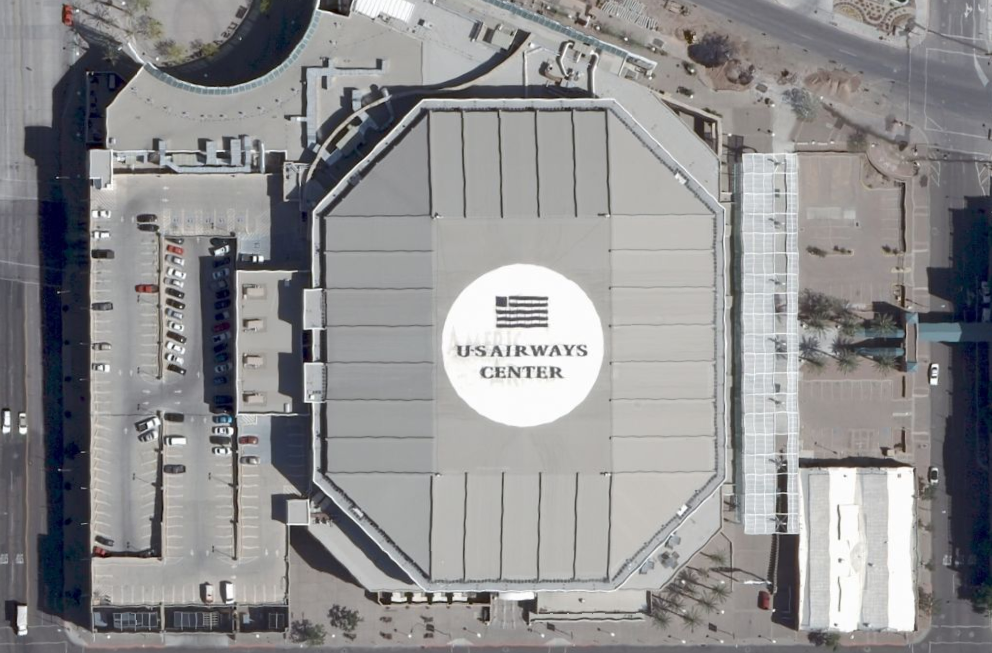
Vista cenital del US Airways Center en 2007.
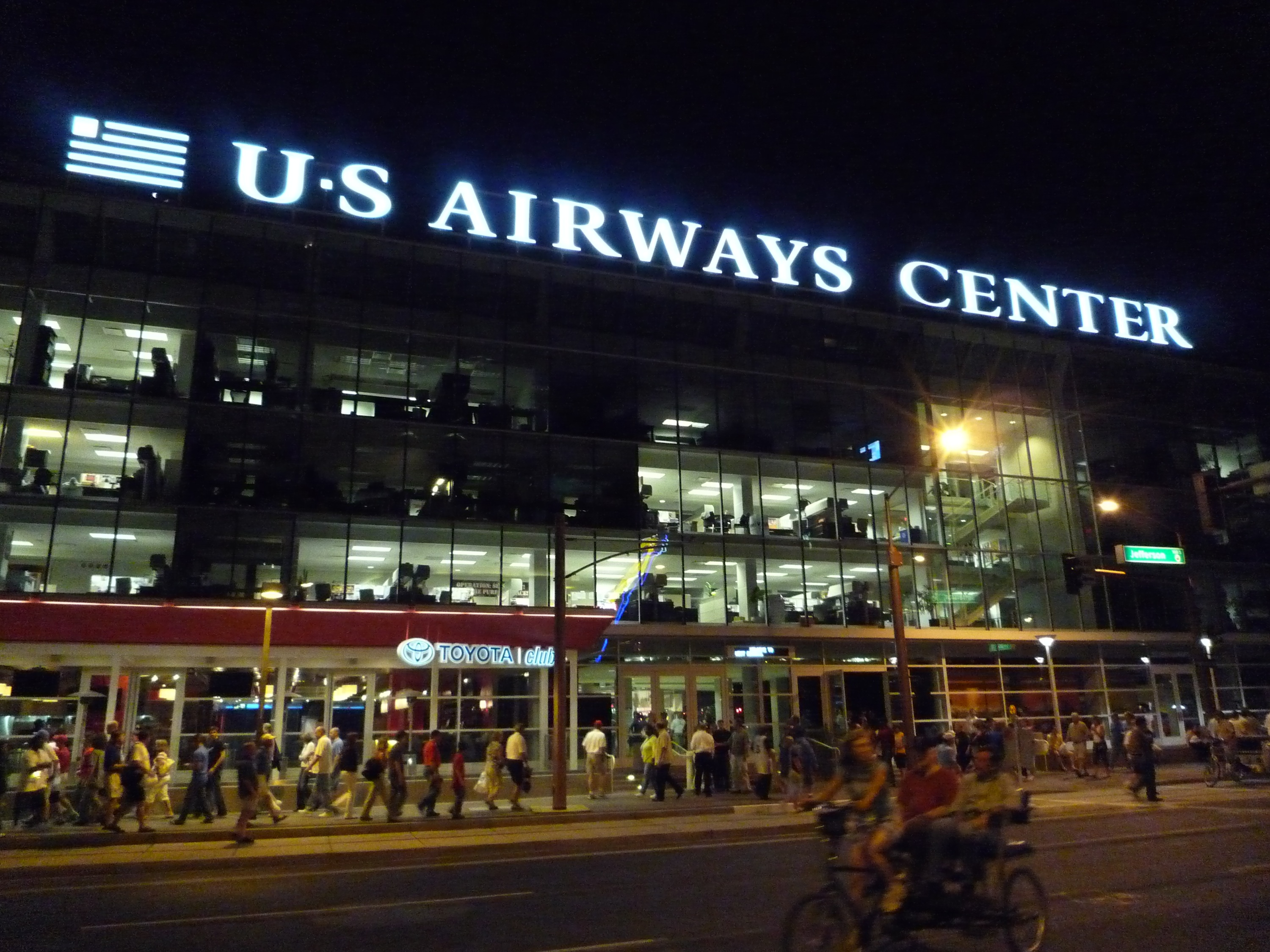
Entrada del US Airways Center en 2008.
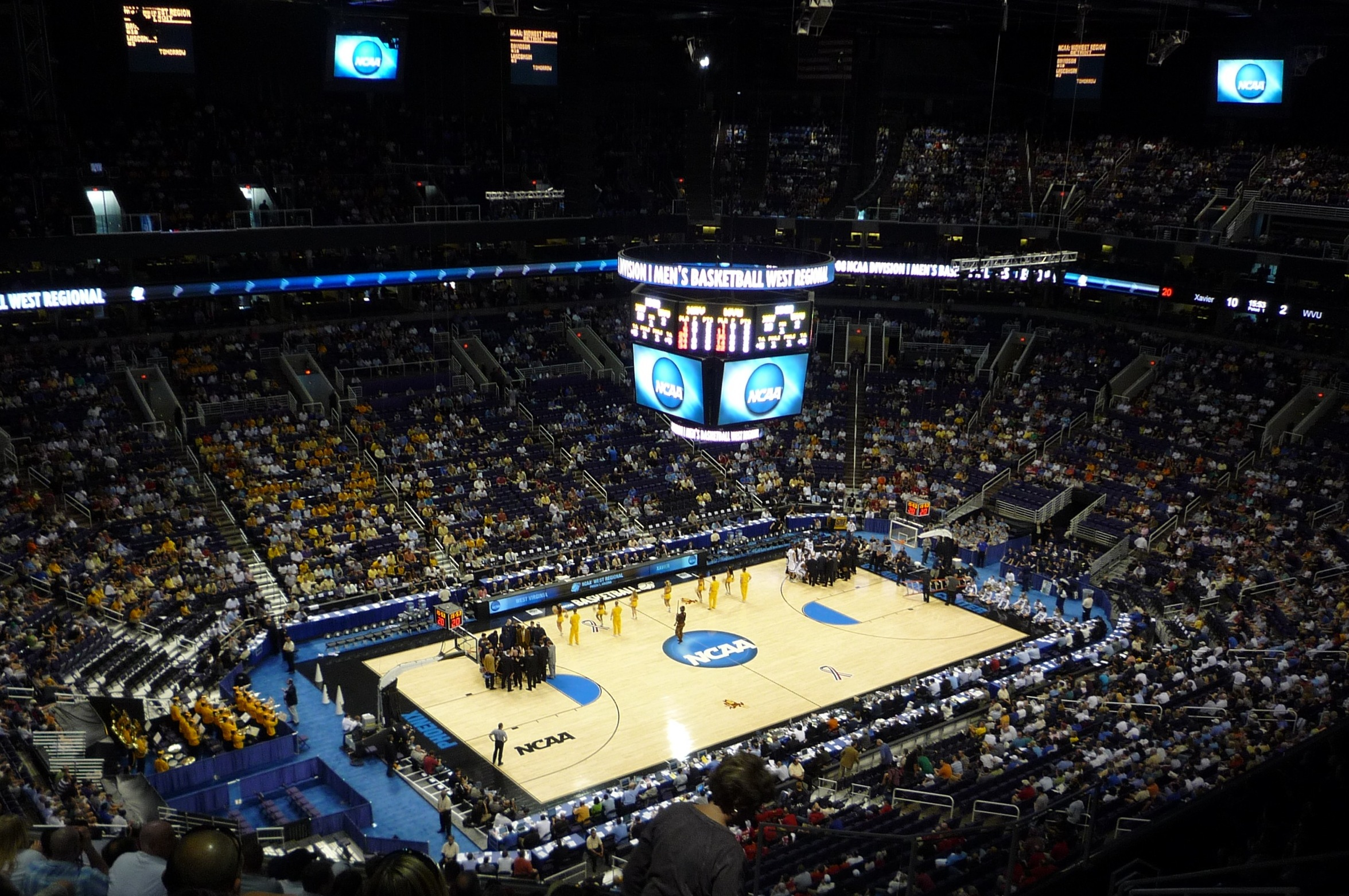
Interior del US Airways Center en 2008.